# Volvo Grand Prix 1981
El Volvo Grand Prix 1981 és el circuit de tennis professional masculí de l'any 1981 organitzat per la Men's International Professional Tennis Council (MIPTC). Fou la dotzena edició del circuit de tennis Grand Prix, format pels quatre torneigs de Grand Slam, el circuit Grand Prix més els cinc vuit torneigs que formen part del World Championship Tennis (WCT). Un total de 89 torneigs en 29 països. Els torneigs es disputaren entre el 19 de gener de 1981 i l'11 de gener de 1982.

## Calendari
Taula sobre el calendari complet dels torneigs que pertanyen a la temporada 1980 del Grand Prix. També s'inclouen els vencedors dels quadres individuals i dobles de cada torneig.
| Llegenda                 |
| ------------------------ |
| Grand Slam               |
| Grand Prix Masters       |
| Grand Prix               |
| Esdeveniments per equips |

| Data d'inici | Torneig                    | Superfície   | Guanyador/s                                                                                          | Finalista/es                                                           |
| ------------ | -------------------------- | ------------ | --- | ---------------------------------------------------------------------- |
| 19 de gener  | Monterrey WCT              | Moqueta      | Johan Kriek                                                                                          | Vitas Gerulaitis                                                       |
| 19 de gener  | Monterrey WCT              | Moqueta      | Steve Denton / Kevin Curren                                                                          | Johan Kriek / Russell Simpson                                          |
| 19 de gener  | San Juan                   | Dura         | Eliot Teltscher                                                                                      | Tim Gullikson                                                          |
| 19 de gener  | San Juan                   | Dura         | Chris Mayotte / Tim Mayotte                                                                          | Tim Gullikson / Eliot Teltscher                                        |
| 26 de gener  | Filadèlfia                 | Moqueta      | Roscoe Tanner                                                                                        | Wojciech Fibak                                                         |
| 26 de gener  | Filadèlfia                 | Moqueta      | Sherwood Stewart / Marty Riessen                                                                     | Brian Gottfried / Raúl Ramírez                                         |
| 26 de gener  | Viña del Mar               | Terra batuda | Víctor Pecci                                                                                         | José Higueras                                                          |
| 26 de gener  | Viña del Mar               | Terra batuda | Paul Kronk / David Carter                                                                            | Andrés Gómez / Belus Prajoux                                           |
| 2 de febrer  | Buenos Aires               | Terra batuda | Guillermo Vilas                                                                                      | Víctor Pecci                                                           |
| 2 de febrer  | Buenos Aires               | Terra batuda | Paul Kronk / David Carter                                                                            | Andrés Gómez / Jairo Velasco                                           |
| 2 de febrer  | Richmond WCT               | Moqueta      | Yannick Noah                                                                                         | Ivan Lendl                                                             |
| 2 de febrer  | Richmond WCT               | Moqueta      | Bernard Mitton / Tim Gullikson                                                                       | Brian Gottfried / Raúl Ramírez                                         |
| 9 de febrer  | Boca Raton                 | Terra batuda | John McEnroe                                                                                         | Guillermo Vilas                                                        |
| 16 de febrer | La Quinta                  | Dura         | Jimmy Connors                                                                                        | Ivan Lendl                                                             |
| 16 de febrer | La Quinta                  | Dura         | Brian Teacher / Bruce Manson                                                                         | Terry Moor / Eliot Teltscher                                           |
| 23 de febrer | Memphis                    | Moqueta      | Gene Mayer                                                                                           | Roscoe Tanner                                                          |
| 23 de febrer | Memphis                    | Moqueta      | Sandy Mayer / Gene Mayer                                                                             | Mike Cahill / Tom Gullikson                                            |
| 23 de febrer | Ciutat de Mèxic            | Terra batuda | Jaime Fillol                                                                                         | David Carter                                                           |
| 23 de febrer | Ciutat de Mèxic            | Terra batuda | Chris Dunk / Marty Davis                                                                             | John Alexander / Ross Case                                             |
| 2 de març    | Denver                     | Moqueta      | Gene Mayer                                                                                           | John Sadri                                                             |
| 2 de març    | Denver                     | Moqueta      | Butch Walts / Andrew Pattison                                                                        | Mel Purcell / Dick Stockton                                            |
| 2 de març    | Salisbury WCT              | Moqueta      | Bill Scanlon                                                                                         | Vijay Amritraj                                                         |
| 2 de març    | Copa Davis (Primera ronda) |              | Argentina · Romania · Regne Unit · Nova Zelanda · Suècia · Austràlia · Txecoslovàquia · Estats Units | RFA · Brasil · Itàlia · Corea del Sud · Japó · França · Suïssa · Mèxic |
| 9 de març    | Brussel·les                | Moqueta      | Jimmy Connors                                                                                        | Brian Gottfried                                                        |
| 9 de març    | Brussel·les                | Moqueta      | Frew McMillan / Sandy Mayer                                                                          | Kevin Curren / Steve Denton                                            |
| 9 de març    | El Caire                   | Terra batuda | Guillermo Vilas                                                                                      | Peter Elter                                                            |
| 9 de març    | El Caire                   | Terra batuda | Balázs Taróczy / Ismail El Shafei                                                                    | Paolo Bertolucci / Gianni Ocleppo                                      |
| 9 de març    | Tampa                      | Dura         | Mel Purcell                                                                                          | Jeff Borowiak                                                          |
| 9 de març    | Tampa                      | Dura         | Butch Walts / Bernard Mitton                                                                         | David Carter / Paul Kronk                                              |
| 16 de març   | Nancy                      | Dura         | Pavel Složil                                                                                         | Ilie Năstase                                                           |
| 16 de març   | Nancy                      | Dura         | Adriano Panatta / Ilie Năstase                                                                       | John Feaver / Jiří Hřebec                                              |
| 16 de març   | Rotterdam                  | Dura         | Jimmy Connors                                                                                        | Gene Mayer                                                             |
| 16 de març   | Rotterdam                  | Dura         | Fritz Buehning / Ferdi Taygan                                                                        | Gene Mayer / Sandy Mayer                                               |
| 23 de març   | Milà WCT                   | Moqueta      | John McEnroe                                                                                         | Björn Borg                                                             |
| 23 de març   | Milà WCT                   | Moqueta      | Raúl Ramírez / Brian Gottfried                                                                       | John McEnroe / Peter Rennert                                           |
| 23 de març   | Napa                       | Dura         | Sammy Giammalva                                                                                      | Scott Davis                                                            |
| 23 de març   | Napa                       | Dura         | Chris Mayotte / Richard Meyer                                                                        | Tracy Delatte / John Hayes                                             |
| 23 de març   | Stuttgart                  | Dura         | Ivan Lendl                                                                                           | Chris Lewis                                                            |
| 23 de març   | Stuttgart                  | Dura         | Nick Saviano / Buster Mottram                                                                        | Eddie Edwards / Craig Edwards                                          |
| 30 de març   | Frankfurt                  | Moqueta      | John McEnroe                                                                                         | Tomáš Šmíd                                                             |
| 30 de març   | Frankfurt                  | Moqueta      | Butch Walts / Brian Teacher                                                                          | Vitas Gerulaitis / John McEnroe                                        |
| 30 de març   | Linz                       | Dura         | Gianni Ocleppo                                                                                       | Mark Edmondson                                                         |
| 30 de març   | Linz                       | Dura         | Hans Simonsson / Anders Järryd                                                                       | Brad Drewett / Pavel Složil                                            |
| 6 d'abril    | Houston                    | Terra batuda | Guillermo Vilas                                                                                      | Sammy Giammalva                                                        |
| 6 d'abril    | Houston                    | Terra batuda | Sherwood Stewart / Mark Edmondson                                                                    | Anand Amritraj / Fred McNair                                           |
| 6 d'abril    | Johannesburg               | Dura         | Kevin Curren                                                                                         | Bernard Mitton                                                         |
| 6 d'abril    | Johannesburg               | Dura         | Raymond Moore / Bernard Mitton                                                                       | Shlomo Glickstein / David Schneider                                    |
| 6 d'abril    | Niça                       | Terra batuda | Yannick Noah                                                                                         | Mario Martínez                                                         |
| 6 d'abril    | Niça                       | Terra batuda | Pascal Portes / Yannick Noah                                                                         | Chris Lewis / Pavel Složil                                             |
| 13 d'abril   | Los Angeles                | Dura         | John McEnroe                                                                                         | Sandy Mayer                                                            |
| 13 d'abril   | Los Angeles                | Dura         | Butch Walts / Tom Gullikson                                                                          | John McEnroe / Ferdi Taygan                                            |
| 13 d'abril   | Montecarlo                 | Terra batuda | Guillermo Vilas                                                                                      | Jimmy Connors                                                          |
| 13 d'abril   | Montecarlo                 | Terra batuda | Balázs Taróczy / Heinz Günthardt                                                                     | Pavel Složil / Tomáš Šmíd                                              |
| 20 d'abril   | Bournemouth                | Terra batuda | Víctor Pecci                                                                                         | Balázs Taróczy                                                         |
| 20 d'abril   | Bournemouth                | Terra batuda | Víctor Pecci / Ricardo Cano                                                                          | Buster Mottram / Tomáš Šmíd                                            |

## Estadístiques
La següent taula mostra el nombre de títols aconseguits de forma individual (I), dobles (D) i dobles mixtes (X) aconseguits per cada tennista i també per països durant la temporada 1981. Els torneigs estan classificats segons la seva categoria dins el calendari Grand Prix 1981: Grand Slams, Grand Prix Masters i Grand Prix. L'ordre del jugadors s'ha establert a partir del nombre total de títols i llavors segons la categoria dels títols.

### Títols per tennista
| Total | Tennista         | Grand Slam | Grand Slam | Grand Slam | Grand Prix Masters | Grand Prix Masters | Grand Prix | Grand Prix | Resum | Resum | Resum |
| Total | Tennista         | I          | D          | X          | I                  | D                  | I          | D          | I     | D     | X     |
| ----- | ---------------- | ---------- | ---------- | ---------- | ------------------ | ------------------ | ---------- | ---------- | ----- | ----- | ----- |
| 4     | John McEnroe     |            |            |            |                    |                    | 4          |            | 4     | 0     | 0     |
| 4     | Butch Walts      |            |            |            |                    |                    |            | 4          | 0     | 4     | 0     |
| 4     | Guillermo Vilas  |            |            |            |                    |                    | 4          |            | 4     | 0     | 0     |
| 3     | Gene Mayer       |            |            |            |                    |                    | 2          | 1          | 2     | 1     | 0     |
| 3     | Jimmy Connors    |            |            |            |                    |                    | 3          |            | 3     | 0     | 0     |
| 3     | Bernard Mitton   |            |            |            |                    |                    |            | 3          | 0     | 3     | 0     |
| 3     | Yannick Noah     |            |            |            |                    |                    | 2          | 1          | 2     | 1     | 0     |
| 3     | Víctor Pecci     |            |            |            |                    |                    | 2          | 1          | 2     | 1     | 0     |
| 2     | Paul Kronk       |            |            |            |                    |                    |            | 2          | 0     | 2     | 0     |
| 2     | David Carter     |            |            |            |                    |                    |            | 2          | 0     | 2     | 0     |
| 2     | Sandy Mayer      |            |            |            |                    |                    |            | 2          | 0     | 2     | 0     |
| 2     | Chris Mayotte    |            |            |            |                    |                    |            | 2          | 0     | 2     | 0     |
| 2     | Brian Teacher    |            |            |            |                    |                    |            | 2          | 0     | 2     | 0     |
| 2     | Sherwood Stewart |            |            |            |                    |                    |            | 2          | 0     | 2     | 0     |
| 2     | Kevin Curren     |            |            |            |                    |                    | 1          | 1          | 1     | 1     | 0     |
| 2     | Balázs Taróczy   |            |            |            |                    |                    |            | 2          | 0     | 2     | 0     |
| 1     | Johan Kriek      |            |            |            |                    |                    | 1          |            | 1     | 0     | 0     |
| 1     | Steve Denton     |            |            |            |                    |                    |            | 1          | 0     | 1     | 0     |
| 1     | Eliot Teltscher  |            |            |            |                    |                    | 1          |            | 1     | 0     | 0     |
| 1     | Tim Mayotte      |            |            |            |                    |                    |            | 1          | 0     | 1     | 0     |
| 1     | Roscoe Tanner    |            |            |            |                    |                    | 1          |            | 1     | 0     | 0     |
| 1     | Marty Riessen    |            |            |            |                    |                    |            | 1          | 0     | 1     | 0     |
| 1     | Tim Gullikson    |            |            |            |                    |                    |            | 1          | 0     | 1     | 0     |
| 1     | Bruce Manson     |            |            |            |                    |                    |            | 1          | 0     | 1     | 0     |
| 1     | Jaime Fillol     |            |            |            |                    |                    | 1          |            | 1     | 0     | 0     |
| 1     | Chris Dunk       |            |            |            |                    |                    |            | 1          | 0     | 1     | 0     |
| 1     | Marty Davis      |            |            |            |                    |                    |            | 1          | 0     | 1     | 0     |
| 1     | Andrew Pattison  |            |            |            |                    |                    |            | 1          | 0     | 1     | 0     |
| 1     | Bill Scanlon     |            |            |            |                    |                    | 1          |            | 1     | 0     | 0     |
| 1     | Frew McMillan    |            |            |            |                    |                    |            | 1          | 0     | 1     | 0     |
| 1     | Ismail El Shafei |            |            |            |                    |                    |            | 1          | 0     | 1     | 0     |
| 1     | Mel Purcell      |            |            |            |                    |                    | 1          |            | 1     | 0     | 0     |
| 1     | Pavel Složil     |            |            |            |                    |                    | 1          |            | 1     | 0     | 0     |
| 1     | Adriano Panatta  |            |            |            |                    |                    |            | 1          | 0     | 1     | 0     |
| 1     | Ilie Năstase     |            |            |            |                    |                    |            | 1          | 0     | 1     | 0     |
| 1     | Fritz Buehning   |            |            |            |                    |                    |            | 1          | 0     | 1     | 0     |
| 1     | Ferdi Taygan     |            |            |            |                    |                    |            | 1          | 0     | 1     | 0     |
| 1     | Raúl Ramírez     |            |            |            |                    |                    |            | 1          | 0     | 1     | 0     |
| 1     | Brian Gottfried  |            |            |            |                    |                    |            | 1          | 0     | 1     | 0     |
| 1     | Sammy Giammalva  |            |            |            |                    |                    | 1          |            | 1     | 0     | 0     |
| 1     | Richard Meyer    |            |            |            |                    |                    |            | 1          | 0     | 1     | 0     |
| 1     | Ivan Lendl       |            |            |            |                    |                    | 1          |            | 1     | 0     | 0     |
| 1     | Nick Saviano     |            |            |            |                    |                    |            | 1          | 0     | 1     | 0     |
| 1     | Buster Mottram   |            |            |            |                    |                    |            | 1          | 0     | 1     | 0     |
| 1     | Gianni Ocleppo   |            |            |            |                    |                    | 1          |            | 1     | 0     | 0     |
| 1     | Hans Simonsson   |            |            |            |                    |                    |            | 1          | 0     | 1     | 0     |
| 1     | Anders Järryd    |            |            |            |                    |                    |            | 1          | 0     | 1     | 0     |
| 1     | Mark Edmondson   |            |            |            |                    |                    |            | 1          | 0     | 1     | 0     |
| 1     | Raymond Moore    |            |            |            |                    |                    |            | 1          | 0     | 1     | 0     |
| 1     | Pascal Portes    |            |            |            |                    |                    |            | 1          | 0     | 1     | 0     |
| 1     | Tom Gullikson    |            |            |            |                    |                    |            | 1          | 0     | 1     | 0     |
| 1     | Heinz Günthardt  |            |            |            |                    |                    |            | 1          | 0     | 1     | 0     |
| 1     | Ricardo Cano     |            |            |            |                    |                    |            | 1          | 0     | 1     | 0     |

### Títols per país
| Total | País           | Grand Slam | Grand Slam | Grand Slam | Grand Prix Masters | Grand Prix Masters | Grand Prix | Grand Prix | Resum | Resum | Resum |
| Total | País           | I          | D          | X          | I                  | D                  | I          | D          | I     | D     | X     |
| ----- | -------------- | ---------- | ---------- | ---------- | ------------------ | ------------------ | ---------- | ---------- | ----- | ----- | ----- |
| 31    | Estats Units   |            |            |            |                    |                    | 14         | 17         | 14    | 17    | 0     |
| 7     | Sud-àfrica     |            |            |            |                    |                    | 2          | 5          | 2     | 5     | 0     |
| 5     | Argentina      |            |            |            |                    |                    | 4          | 1          | 4     | 1     | 0     |
| 3     | Austràlia      |            |            |            |                    |                    |            | 3          | 0     | 3     | 0     |
| 3     | França         |            |            |            |                    |                    | 2          | 1          | 2     | 1     | 0     |
| 3     | Paraguai       |            |            |            |                    |                    | 2          | 1          | 2     | 1     | 0     |
| 2     | Txecoslovàquia |            |            |            |                    |                    | 2          |            | 2     | 0     | 0     |
| 2     | Itàlia         |            |            |            |                    |                    | 1          | 1          | 1     | 1     | 0     |
| 2     | Hongria        |            |            |            |                    |                    |            | 2          | 0     | 2     | 0     |
| 1     | Xile           |            |            |            |                    |                    | 1          |            | 1     | 0     | 0     |
| 1     | Egipte         |            |            |            |                    |                    |            | 1          | 0     | 1     | 0     |
| 1     | Romania        |            |            |            |                    |                    |            | 1          | 0     | 1     | 0     |
| 1     | Mèxic          |            |            |            |                    |                    |            | 1          | 0     | 1     | 0     |
| 1     | Regne Unit     |            |            |            |                    |                    |            | 1          | 0     | 1     | 0     |
| 1     | Suècia         |            |            |            |                    |                    |            | 1          | 0     | 1     | 0     |
| 1     | Suïssa         |            |            |            |                    |                    |            | 1          | 0     | 1     | 0     |